# Theseustempel

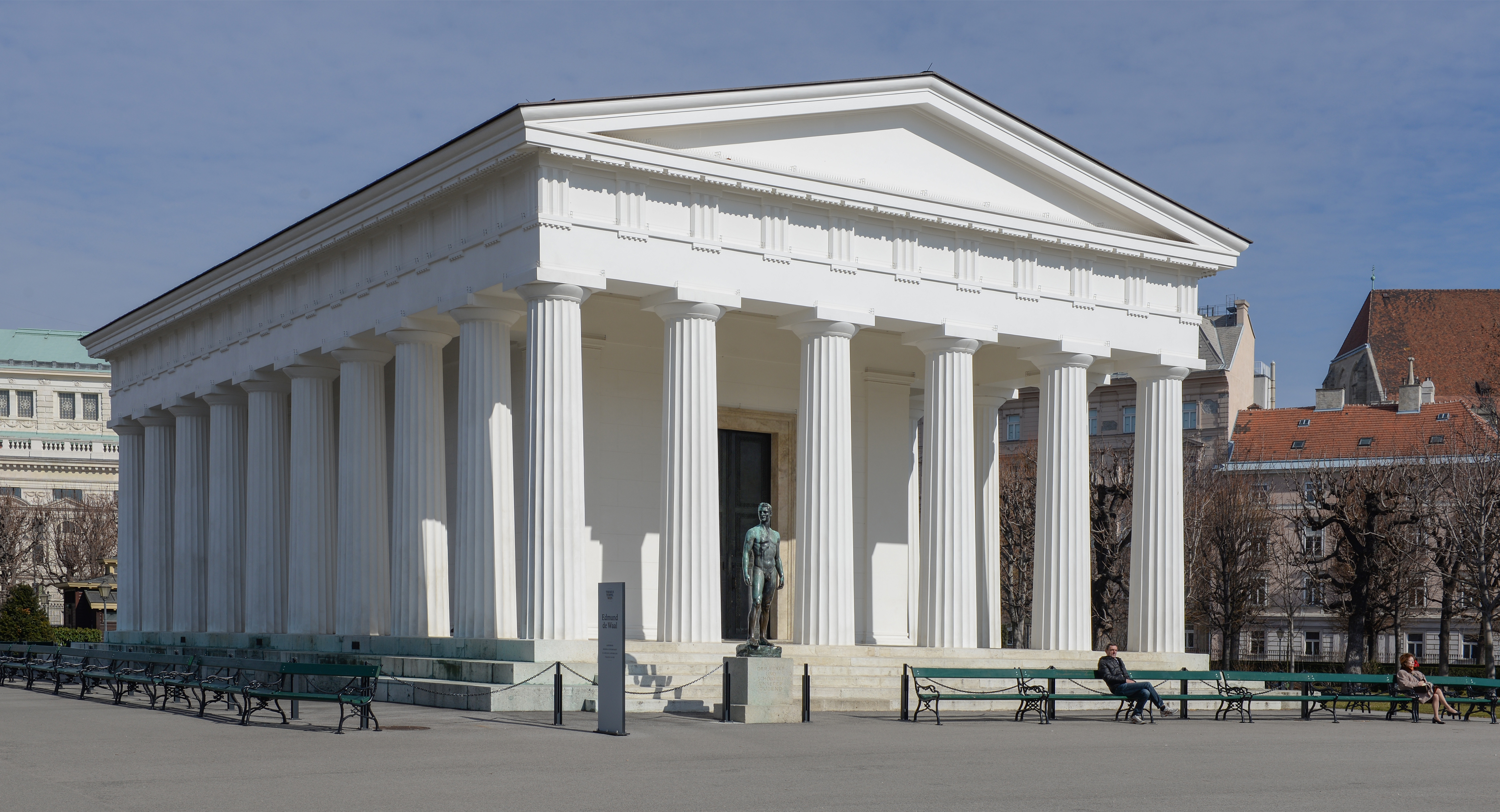
El templo tras su restauración (2015).

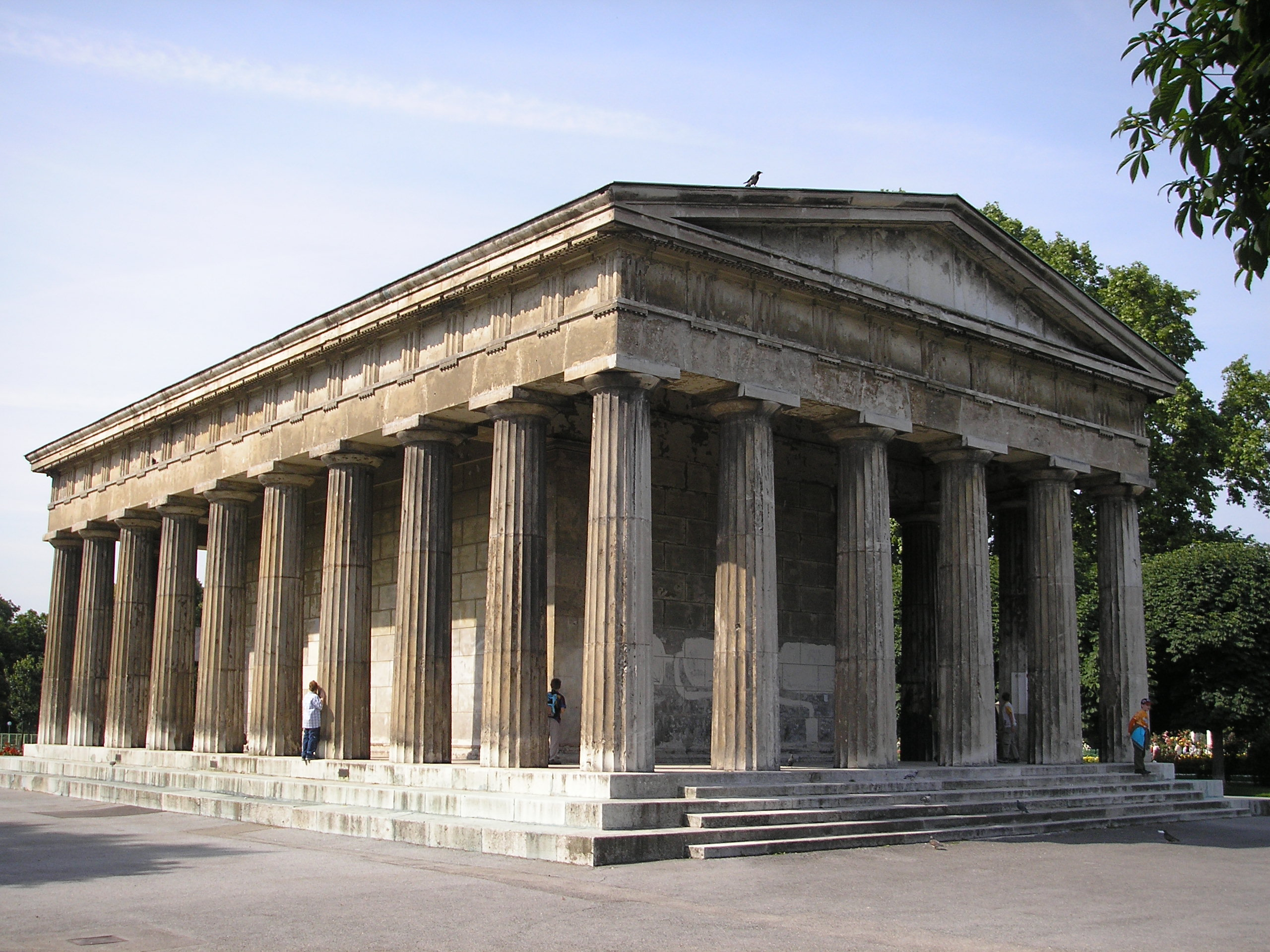
El templo en 2006.

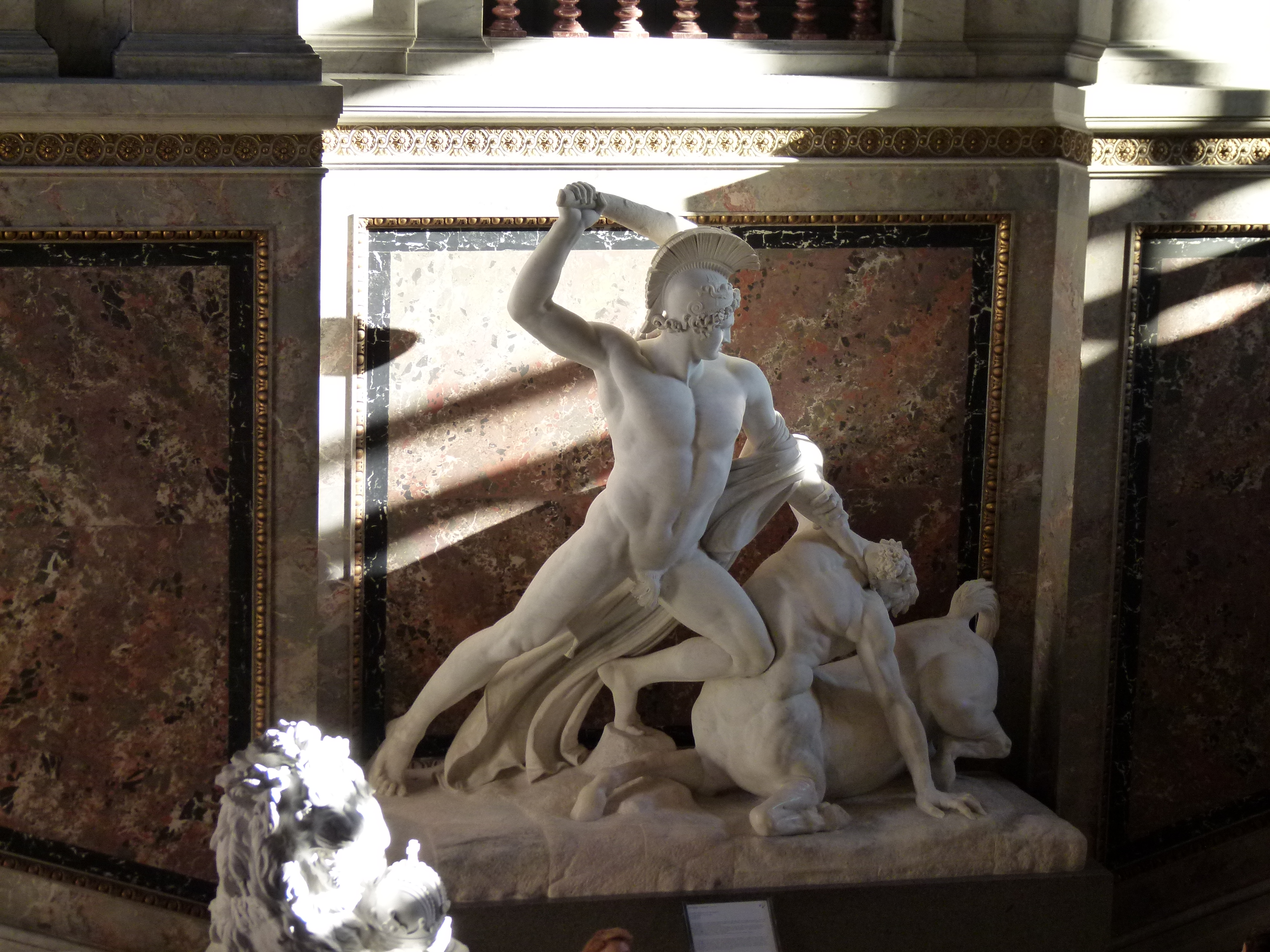
La escultura Teseo de Antonio Canova, actualmente en el Museo de Historia del Arte de Viena.

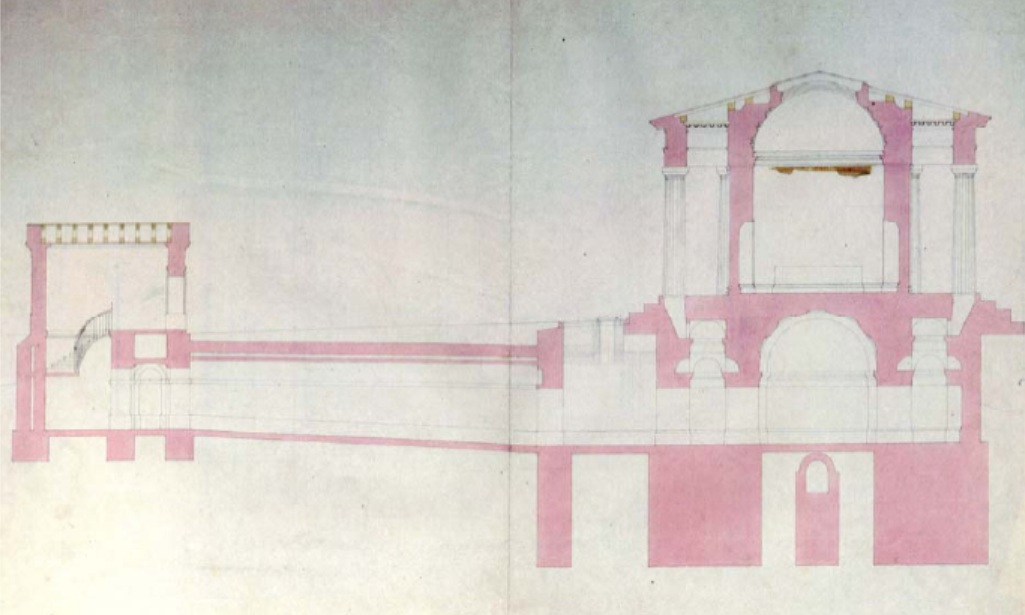
Dibujo en sección de Nobile que muestra la cripta.

El Theseustempel  es un edificio en Viena construido a imitación del Templo de Hefesto de Atenas. Es un edificio neoclásico situado en el parque Volksgarten, en el Innere Stadt.

## Arquitectura
Fue construido entre 1819 y 1823 en estilo renacentista griego por el arquitecto Peter von Nobile. Se basa en una estructura escalonada de tres partes y tiene unas dimensiones exteriores de 14 x 24,7 m y una altura total de 10,5 m. En términos técnicos, la estructura es un períptero con seis y diez columnas. Un pronaos (antecámara) y un opistodomos (vestíbulo trasero) adosados al naos (sala principal). Las metopas entre los triglifos no tienen motivos decorativos. El tímpano (frontón sobre el dintel) también está vacío. Esta réplica a escala reducida del Templo de Teseo en Atenas se utilizó para albergar la escultura Teseo y el centauro creada por Antonio Canova. Canova ayudó a construir el templo. Como el edificio se levanta en la zona del antiguo foso, los muros de cimentación tuvieron que descender a gran profundidad.
La escultura de Canova fue trasladada al Museo de Historia del Arte de Viena en 1890 y aún se encuentra en el rellano central de la escalera principal. En la actualidad, el templo se utiliza para exposiciones temporales.
A instancias de Gauleiter y gobernador del Reich de Viena Baldur von Schirach, el arquitecto Hanns Dustmann debía crear a partir de 1940 la parte arquitectónica inacabada de la Heldenplatz —el ala noroeste del Neue Burg no se había construido-— Dustmann no planeó completar el gemelo que faltaba del ala sureste ya existente, sino que diseñó la Heldenplatz como una zona de desfiles pavimentada con una línea de visión abierta hacia la Ringstraße, basándose en los diseños de Hitler. El Templo de Teseo debería haberse trasladado al eje central de la Heldenplatz. Debía erigirse sobre una subestructura de unos diez metros de altura basada en el modelo del Walhalla cerca de Donaustauf y complementada con grandes estructuras a los lados para adaptarla al monumental espacio rectangular.

## Exposiciones
- 1991 Michael Hedwig, take your body
- 2011 Andy Hope 1930: Detour – Landscape in Progress II
- 2011 André Butzer
- 2014 Edmund de Waal: Lichtzwang.[6]
- 2015 Susan Philipsz
- 2016 Ron Mueck
- 2017 Kathleen Ryan
- 2018 Félix González-Torres
- 2019 Maurizio Cattelan
- 2021 Susanna Fritscher
- 2022 George Nuku
- 2023 Saks Afridi